# Cyclopsetta fimbriata
Cyclopsetta fimbriata är en fiskart som först beskrevs av George Brown Goode & Tarleton Hoffman Bean, 1885.  Cyclopsetta fimbriata ingår i släktet Cyclopsetta och familjen Paralichthyidae. Inga underarter finns listade i Catalogue of Life.